# Draft NFL 2024
Il Draft NFL 2024 è stata l'89ª edizione delle selezioni dei migliori giocatori provenienti dal college da parte delle franchigie della National Football League. L'evento si è svolto dal 25 al 27 aprile 2024 a Detroit, Michigan. La prima scelta assoluta era in possesso dei Chicago Bears che hanno selezionato il quarterback Caleb Williams.
I Bears avevano ottenuta la prima scelta assoluta dai Carolina Panthers l'anno precedente nell'ambito dello scambio che ha portato la prima scelta assoluta del 2023 a Carolina. È stata quindi la prima volta dal 1991 in cui la prima scelta assoluta è stata scambiata prima del draft in due anni consecutivi e la prima volta dal 1990 in cui la squadra con il peggior record della stagione precedente non ha avuto alcuna scelta nel primo giro.

## Le scelte
Legenda
| * | scelte compensatorie             |
| + | scelte compensatorie addizionali |

| C  | Centro            |    | CB               | Cornerback |                  | DB | Defensive back    |  | DE | Defensive end |
| DL | Defensive lineman | DT | Defensive tackle | FB         | Fullback         | FS | Free safety       |  |    |               |
| G  | Guardia           | HB | Halfback         | K          | Placekicker      | KR | Kick returner     |  |    |               |
| LB | Linebacker        | LS | Long snapper     | OT         | Offensive tackle | OL | Offensive lineman |  |    |               |
| NT | Nose tackle       | P  | Punter           | PR         | Punt returner    | QB | Quarterback       |  |    |               |
| RB | Running back      | S  | Safety           | SS         | Strong safety    | TB | Tailback          |  |    |               |
| TE | Tight end         | WR | Wide receiver    |            |                  |    |                   |  |    |               |

|  | = Pro Bowler |

|  | Giro | Scelta | Squadra               | Giocatore                | Ruolo              | College                  | Conf.              | Note |
|  | ---- | ------ | --------------------- | ------------------------ | ------------------ | ------------------------ | ------------------ | --- |
|  | 1    | 1      | Chicago Bears         | Caleb Williams           | QB                 | USC                      | Pac-12             | da Carolina |
|  | 1    | 2      | Washington Commanders | Jayden Daniels           | QB                 | LSU                      | SEC                | |
|  | 1    | 3      | New England Patriots  | Drake Maye               | QB                 | NC                       | ACC                | |
|  | 1    | 4      | Arizona Cardinals     | Marvin Harrison Jr.      | WR                 | Ohio State               | Big Ten            | |
|  | 1    | 5      | Los Angeles Chargers  | Joe Alt                  | OT                 | Notre Dame               | Ind. (FBS)         | |
|  | 1    | 6      | New York Giants       | Malik Nabers             | WR                 | LSU                      | SEC                | |
|  | 1    | 7      | Tennessee Titans      | JC Latham                | OT                 | Alabama                  | SEC                | |
|  | 1    | 8      | Atlanta Falcons       | Michael Penix Jr.        | QB                 | Washington               | Pac-12             | |
|  | 1    | 9      | Chicago Bears         | Rome Odunze              | WR                 | Washington               | Pac-12             | |
|  | 1    | 10     | Minnesota Vikings     | J.J. McCarthy            | QB                 | Michigan                 | Big Ten            | da N.Y. Jets |
|  | 1    | 11     | New York Jets         | Olu Fashanu              | OT                 | Penn State               | Big Ten            | da Minnesota |
|  | 1    | 12     | Denver Broncos        | Bo Nix                   | QB                 | Oregon                   | Pac-12             | |
|  | 1    | 13     | Las Vegas Raiders     | Brock Bowers             | TE                 | Georgia                  | SEC                | |
|  | 1    | 14     | New Orleans Saints    | Taliese Fuaga            | OT                 | Oregon State             | Pac-12             | |
|  | 1    | 15     | Indianapolis Colts    | Laiatu Latu              | DE                 | UCLA                     | Pac-12             | |
|  | 1    | 16     | Seattle Seahawks      | Byron Murphy II          | DT                 | Texas                    | Big 12             | |
|  | 1    | 17     | Minnesota Vikings     | Dallas Turner            | DE                 | Alabama                  | SEC                | da Jacksonville |
|  | 1    | 18     | Cincinnati Bengals    | Amarius Mims             | OT                 | Georgia                  | SEC                | |
|  | 1    | 19     | Los Angeles Rams      | Jared Verse              | DE                 | Florida State            | ACC                | |
|  | 1    | 20     | Pittsburgh Steelers   | Troy Fautanu             | OT                 | Washington               | Pac-12             | |
|  | 1    | 21     | Miami Dolphins        | Chop Robinson            | DE                 | Penn State               | Big Ten            | |
|  | 1    | 22     | Philadelphia Eagles   | Quinyon Mitchell         | CB                 | Toledo                   | MAC                | |
|  | 1    | 23     | Jacksonville Jaguars  | Brian Thomas Jr.         | WR                 | LSU                      | SEC                | da Cleveland via Houston e Minnesota                                                                                     |
|  | 1    | 24     | Detroit Lions         | Terrion Arnold           | CB                 | Alabama                  | SEC                | da Dallas |
|  | 1    | 25     | Green Bay Packers     | Jordan Morgan            | OT                 | Arizona                  | Pac-12             | |
|  | 1    | 26     | Tampa Bay Buccaneers  | Graham Barton            | C                  | Duke                     | ACC                | |
|  | 1    | 27     | Arizona Cardinals     | Darius Robinson          | DL                 | Missouri                 | SEC                | da Houston |
|  | 1    | 28     | Kansas City Chiefs    | Xavier Worthy            | WR                 | Texas                    | Big 12             | da Buffalo |
|  | 1    | 29     | Dallas Cowboys        | Tyler Guyton             | OT                 | Oklahoma                 | Big 12             | da Detroit |
|  | 1    | 30     | Baltimore Ravens      | Nate Wiggins             | CB                 | Clemson                  | ACC                | |
|  | 1    | 31     | San Francisco 49ers   | Ricky Pearsall           | WR                 | Florida                  | SEC                | |
|  | 1    | 32     | Carolina Panthers     | Xavier Legette           | WR                 | South Carolina           | SEC                | da Kansas City via Buffalo                                                                                               |
|  | 2    | 33     | Buffalo Bills         | Keon Coleman             | WR                 | Florida State            | ACC                | da Carolina |
|  | 2    | 34     | Los Angeles Chargers  | Ladd McConkey            | WR                 | Georgia                  | SEC                | da New England |
|  | 2    | 35     | Atlanta Falcons       | Ruke Orhorhoro           | DL                 | Clemson                  | ACC                | da Arizona |
|  | 2    | 36     | Washington Commanders | Jer'Zhan Newton          | DL                 | Illinois                 | Big Ten            | |
|  | 2    | 37     | New England Patriots  | Ja'Lynn Polk             | WR                 | Washington               | Pac-12             | |
|  | 2    | 38     | Tennessee Titans      | T'Vondre Sweat           | DL                 | Texas                    | Big 12             | |
|  | 2    | 39     | Los Angeles Rams      | Braden Fiske             | DT                 | Florida State            | ACC                | da Carolina |
|  | 2    | 40     | Philadelphia Eagles   | Cooper DeJean            | CB                 | Iowa                     | Big Ten            | da Washington |
|  | 2    | 41     | New Orleans Saints    | Kool-Aid McKinstry       | CB                 | Alabama                  | SEC                | da Green Bay |
|  | 2    | 42     | Houston Texans        | Kamari Lassiter          | CB                 | Georgia                  | SEC                | da Minnesota |
|  | 2    | 43     | Arizona Cardinals     | Max Melton               | CB                 | Rutgers                  | Big Ten            | da Atlanta |
|  | 2    | 44     | Las Vegas Raiders     | Jackson Powers-Johnson   | C                  | Oregon                   | Pac-12             | |
|  | 2    | 45     | Green Bay Packers     | Edgerrin Cooper          | LB                 | Texas A&M                | SEC                | da Denver via New Orleans                                                                                                |
|  | 2    | 46     | Carolina Panthers     | Jonathon Brooks          | RB                 | Texas                    | Big 12             | da Indianapolis |
|  | 2    | 47     | New York Giants       | Tyler Nubin              | S                  | Minnesota                | Big Ten            | da Seattle |
|  | 2    | 48     | Jacksonville Jaguars  | Maason Smith             | DT                 | LSU                      | SEC                | |
|  | 2    | 49     | Cincinnati Bengals    | Kris Jenkins             | DT                 | Michigan                 | Big Ten            | |
|  | 2    | 50     | Washington Commanders | Mike Sainristil          | CB                 | Michigan                 | Big Ten            | da New Orleans via Philadelphia                                                                                          |
|  | 2    | 51     | Pittsburgh Steelers   | Zach Frazier             | C                  | West Virginia            | Big 12             | |
|  | 2    | 52     | Indianapolis Colts    | Adonai Mitchell          | WR                 | Texas                    | Big 12             | da L.A. Rams via Carolina                                                                                                |
|  | 2    | 53     | Washington Commanders | Ben Sinnott              | TE                 | Kansas State             | Big 12             | da Philadelphia |
|  | 2    | 54     | Cleveland Browns      | Michael Hall Jr.         | DT                 | Ohio State               | Big Ten            | |
|  | 2    | 55     | Miami Dolphins        | Patrick Paul             | OT                 | Houston                  | Big 12             | |
|  | 2    | 56     | Dallas Cowboys        | Marshawn Kneeland        | DE                 | Western Michigan         | MAC                | |
|  | 2    | 57     | Tampa Bay Buccaneers  | Chris Braswell           | DE                 | Alabama                  | SEC                | |
|  | 2    | 58     | Green Bay Packers     | Javon Bullard            | S                  | Georgia                  | SEC                | |
|  | 2    | 59     | Houston Texans        | Blake Fisher             | OT                 | Notre Dame               | Ind. (FBS)         | |
|  | 2    | 60     | Buffalo Bills         | Cole Bishop              | S                  | Utah                     | Pac-12             | |
|  | 2    | 61     | Detroit Lions         | Ennis Rakestraw Jr.      | CB                 | Missouri                 | SEC                | |
|  | 2    | 62     | Baltimore Ravens      | Roger Rosengarten        | OT                 | Washington               | Pac-12             | |
|  | 2    | 63     | Kansas City Chiefs    | Kingsley Suamataia       | OT                 | BYU                      | Big 12             | da San Francisco |
|  | 2    | 64     | San Francisco 49ers   | Renardo Green            | CB                 | Florida State            | ACC                | da Kansas City |
|  | 3    | 65     | New York Jets         | Malachi Corley           | WR                 | Western Kentucky         | CUSA               | da Carolina |
|  | 3    | 66     | Arizona Cardinals     | Trey Benson              | RB                 | Florida State            | ACC                | |
|  | 3    | 67     | Washington Commanders | Brandon Coleman          | OT                 | TCU                      | Big 12             | |
|  | 3    | 68     | New England Patriots  | Caedan Wallace           | OT                 | Penn State               | Big Ten            | |
|  | 3    | 69     | Los Angeles Chargers  | Junior Colson            | LB                 | Michigan                 | Big Ten            | |
|  | 3    | 70     | New York Giants       | Andru Phillips           | CB                 | Kentucky                 | SEC                | |
|  | 3    | 71     | Arizona Cardinals     | Isaiah Adams             | OG                 | Illinois                 | Big Ten            | da Tennessee |
|  | 3    | 72     | Carolina Panthers     | Trevin Wallace           | LB                 | Kentucky                 | SEC                | da N.Y. Jets |
|  | 3    | 73     | Dallas Cowboys        | Cooper Beebe             | OG                 | Kansas State             | Big 12             | da Minnesota via Detroit                                                                                                 |
|  | 3    | 74     | Atlanta Falcons       | Bralen Trice             | OLB                | Washington               | Pac-12             | |
|  | 3    | 75     | Chicago Bears         | Kiran Amegadjie          | OT                 | Yale                     | Ivy                | |
|  | 3    | 76     | Denver Broncos        | Jonah Elliss             | DE                 | Utah                     | Pac-12             | |
|  | 3    | 77     | Las Vegas Raiders     | Delmar Glaze             | OT                 | Maryland                 | Big Ten            | |
|  | 3    | 78     | Houston Texans        | Calen Bullock            | S                  | USC                      | Pac-12             | da Seattle via Washington e Philadelphia                                                                                 |
|  | 3    | 79     | Indianapolis Colts    | Matt Goncalves           | OT                 | Pittsburgh               | ACC                | da Jacksonville via Atlanta e Arizona                                                                                    |
|  | 3    | 80     | Cincinnati Bengals    | Jermaine Burton          | WR                 | Alabama                  | SEC                | |
|  | 3    | 81     | Seattle Seahawks      | Christian Haynes         | OG                 | UConn                    | Ind. (FBS)         | da New Orleans via Denver                                                                                                |
|  | 3    | 82     | Arizona Cardinals     | Tip Reiman               | TE                 | Illinois                 | Big Ten            | da Indianapolis |
|  | 3    | 83     | Los Angeles Rams      | Blake Corum              | RB                 | Michigan                 | Big Ten            | |
|  | 3    | 84     | Pittsburgh Steelers   | Roman Wilson             | WR                 | Michigan                 | Big Ten            | |
|  | 3    | 85     | Cleveland Browns      | Zak Zinter               | OG                 | Michigan                 | Big Ten            | |
|  | 3    | –      | Miami Dolphins        | Selezione revocata       | Selezione revocata | Selezione revocata       | Selezione revocata | Selezione revocata |
|  | 3    | 86     | San Francisco 49ers   | Dominick Puni            | OG                 | Kansas                   | Big 12             | da Philadelphia via Houston e Philadelphia                                                                               |
|  | 3    | 87     | Dallas Cowboys        | Marist Liufau            | LB                 | Notre Dame               | Ind. (FBS)         | |
|  | 3    | 88     | Green Bay Packers     | MarShawn Lloyd           | RB                 | USC                      | Pac-12             | |
|  | 3    | 89     | Tampa Bay Buccaneers  | Tykee Smith              | S                  | Georgia                  | SEC                | |
|  | 3    | 90     | Arizona Cardinals     | Elijah Jones             | CB                 | Boston College           | ACC                | da Houston |
|  | 3    | 91     | Green Bay Packers     | Ty'Ron Hopper            | LB                 | Missouri                 | SEC                | da Buffalo |
|  | 3    | 92     | Tampa Bay Buccaneers  | Jalen McMillan           | WR                 | Washington               | Pac-12             | da Detroit |
|  | 3    | 93     | Baltimore Ravens      | Adisa Isaac              | DE                 | Penn State               | Big Ten            | |
|  | 3    | 94     | Philadelphia Eagles   | Jalyx Hunt               | DE                 | Houston Christian        | Southland          | da San Francisco |
|  | 3    | 95     | Buffalo Bills         | DeWayne Carter           | DT                 | Duke                     | ACC                | da Kansas City |
|  | 3*   | 96     | Jacksonville Jaguars  | Jarrian Jones            | S                  | Florida State            | ACC                | |
|  | 3*   | 97     | Cincinnati Bengals    | McKinnley Jackson        | DT                 | Texas A&M                | SEC                | |
|  | 3*   | 98     | Pittsburgh Steelers   | Payton Wilson            | LB                 | NC State                 | ACC                | da Philadelphia |
|  | 3×   | 99     | Los Angeles Rams      | Kamren Kinchens          | S                  | Miami                    | ACC                | 2020 Resolution JC-2A |
|  | 3×   | 100    | Washington Commanders | Luke McCaffrey           | WR                 | Rice                     | The American       | 2020 Resolution JC-2A, da San Francisco                                                                                  |
|  | 4    | 101    | Carolina Panthers     | Ja'Tavion Sanders        | TE                 | Texas                    | Big 12             | |
|  | 4    | 102    | Denver Broncos        | Troy Franklin            | WR                 | Oregon                   | Pac-12             | da Washington via Seattle                                                                                                |
|  | 4    | 103    | New England Patriots  | Layden Robinson          | OG                 | Texas A&M                | SEC                | |
|  | 4    | 104    | Arizona Cardinals     | Dadrion Taylor-Demerson  | S                  | Texas Tech               | Big 12             | |
|  | 4    | 105    | Los Angeles Chargers  | Justin Eboigbe           | DT                 | Alabama                  | SEC                | |
|  | 4    | 106    | Tennessee Titans      | Cedric Gray              | LB                 | North Carolina           | ACC                | |
|  | 4    | 107    | New York Giants       | Theo Johnson             | TE                 | Penn State               | Big Ten            | |
|  | 4    | 108    | Minnesota Vikings     | Khyree Jackson           | CB                 | Oregon                   | Pac-12             | |
|  | 4    | 109    | Atlanta Falcons       | Brandon Dorlus           | DT                 | Oregon                   | Pac-12             | |
|  | 4    | 110    | New England Patriots  | Javon Baker              | WR                 | UCF                      | Big 12             | da Chicago via L.A. Chargers                                                                                             |
|  | 4    | 111    | Green Bay Packers     | Evan Williams            | S                  | Oregon                   | Pac-12             | da N.Y. Jets |
|  | 4    | 112    | Las Vegas Raiders     | Decamerion Richardson    | CB                 | Mississippi State        | SEC                | |
|  | 4    | 113    | Baltimore Ravens      | Devontez Walker          | WR                 | North Carolina           | ACC                | da Denver via N.Y. Jets                                                                                                  |
|  | 4    | 114    | Jacksonville Jaguars  | Javon Foster             | OT                 | Missouri                 | SEC                | |
|  | 4    | 115    | Cincinnati Bengals    | Erick All                | TE                 | Iowa                     | Big Ten            | |
|  | 4    | 116    | Jacksonville Jaguars  | Jordan Jefferson         | DT                 | LSU                      | SEC                | da New Orleans |
|  | 4    | 117    | Indianapolis Colts    | Tanor Bortolini          | C                  | Wisconsin                | Big Ten            | |
|  | 4    | 118    | Seattle Seahawks      | Tyrice Knight            | LB                 | UTEP                     | CUSA               | |
|  | 4    | 119    | Pittsburgh Steelers   | Mason McCormick          | OG                 | South Dakota State       | MVFC               | |
|  | 4    | 120    | Miami Dolphins        | Jaylen Wright            | RB                 | Tennessee                | SEC                | da L.A. Rams via Pittsburgh e Philadelphia                                                                               |
|  | 4    | 121    | Seattle Seahawks      | AJ Barner                | TE                 | Michigan                 | Big Ten            | da Miami via Denver |
|  | 4    | 122    | Chicago Bears         | Tory Taylor              | P                  | Iowa                     | Big Ten            | da Philadelphia |
|  | 4    | 123    | Houston Texans        | Cade Stover              | TE                 | Ohio State               | Big Ten            | da Cleveland via Houston e Philadelphia                                                                                  |
|  | 4    | 124    | San Francisco 49ers   | Malik Mustapha           | S                  | Wake Forest              | ACC                | da Dallas |
|  | 4    | 125    | Tampa Bay Buccaneers  | Bucky Irving             | RB                 | Oregon                   | Pac-12             | |
|  | 4    | 126    | Detroit Lions         | Giovanni Manu            | OT                 | British Columbia         | CWUAA              | da Green Bay via N.Y. Jets                                                                                               |
|  | 4    | 127    | Philadelphia Eagles   | Will Shipley             | RB                 | Clemson                  | ACC                | da Houston |
|  | 4    | 128    | Buffalo Bills         | Ray Davis                | RB                 | Kentucky                 | SEC                | |
|  | 4    | 129    | San Francisco 49ers   | Isaac Guerendo           | RB                 | Louisville               | ACC                | da Detroit via Minnesota e N.Y. Jets                                                                                     |
|  | 4    | 130    | Baltimore Ravens      | T.J. Tampa               | CB                 | Iowa State               | Big 12             | |
|  | 4    | 131    | Kansas City Chiefs    | Jared Wiley              | TE                 | TCU                      | Big 12             | |
|  | 4*   | 132    | Detroit Lions         | Sione Vaki               | RB                 | Utah                     | Pac-12             | da San Francisco via Philadelphia                                                                                        |
|  | 4*   | 133    | Kansas City Chiefs    | Jaden Hicks              | S                  | Washington State         | Pac-12             | da Buffalo |
|  | 4*   | 134    | New York Jets         | Braelon Allen            | RB                 | Wisconsin                | Big Ten            | da Baltimore |
|  | 4    | 135    | San Francisco 49ers   | Jacob Cowing             | WR                 | Arizona                  | Pac-12             | Selezione spostata |
|  | 5    | 136    | Seattle Seahawks      | Nehemiah Pritchett       | CB                 | Auburn                   | SEC                | da Carolina via Cleveland e Denver                                                                                       |
|  | 5    | 137    | Los Angeles Chargers  | Tarheeb Still            | CB                 | Maryland                 | Big Ten            | da New England |
|  | 5    | 138    | Arizona Cardinals     | Xavier Thomas            | DE                 | Clemson                  | ACC                | |
|  | 5    | 139    | Washington Commanders | Jordan Magee             | LB                 | Temple                   | The American       | |
|  | 5    | 140    | Los Angeles Chargers  | Cam Hart                 | CB                 | Notre Dame               | Ind. (FBS)         | |
|  | 5    | 141    | Buffalo Bills         | Sedrick Van Pran-Granger | C                  | Georgia                  | SEC                | da N.Y. Giants via Carolina                                                                                              |
|  | 5    | 142    | Indianapolis Colts    | Anthony Gould            | WR                 | Oregon State             | Pac-12             | da Tennessee via Carolina                                                                                                |
|  | 5    | 143    | Atlanta Falcons       | JD Bertrand              | LB                 | Notre Dame               | Ind. (FBS)         | |
|  | 5    | 144    | Chicago Bears         | Austin Booker            | DE                 | Kansas                   | Big 12             | da Chicago via Buffaloc                                                                                                  |
|  | 5    | 145    | Denver Broncos        | Kris Abrams-Draine       | CB                 | Missouri                 | SEC                | da N.Y. Jets |
|  | 5    | 146    | Tennessee Titans      | Jarvis Brownlee Jr.      | CB                 | Louisville               | ACC                | da Minnesota via Philadelphia                                                                                            |
|  | 5    | 147    | Denver Broncos        | Audric Estimé            | RB                 | Notre Dame               | Ind. (FBS)         | |
|  | 5    | 148    | Las Vegas Raiders     | Tommy Eichenberg         | LB                 | Ohio State               | Big Ten            | |
|  | 5    | 149    | Cincinnati Bengals    | Josh Newton              | CB                 | TCU                      | Big 12             | |
|  | 5    | 150    | New Orleans Saints    | Spencer Rattler          | QB                 | South Carolina           | SEC                | |
|  | 5    | 151    | Indianapolis Colts    | Jaylon Carlies           | S                  | Missouri                 | SEC                | |
|  | 5    | 152    | Philadelphia Eagles   | Ainias Smith             | WR                 | Texas A&M                | SEC                | da Seattle via Washington                                                                                                |
|  | 5    | 153    | Jacksonville Jaguars  | Deantre Prince           | CB                 | Ole Miss                 | SEC                | |
|  | 5    | 154    | Los Angeles Rams      | Brennan Jackson          | DE                 | Washington State         | Pac-12             | |
|  | 5    | 155    | Philadelphia Eagles   | Jeremiah Trotter Jr.     | LB                 | Clemson                  | ACC                | da Pittsburgh via L.A. Rams, Carolina e Indianapolis                                                                     |
|  | 5    | 156    | Cleveland Browns      | Jamari Thrash            | WR                 | Louisville               | ACC                | da Philadelphia via Arizona                                                                                              |
|  | 5    | 157    | Carolina Panthers     | Chau Smith-Wade          | CB                 | Washington State         | Pac-12             | da Cleveland via Minnesota e N.Y. Jets                                                                                   |
|  | 5    | 158    | Miami Dolphins        | Mohamed Kamara           | DE                 | Colorado State           | MW                 | |
|  | 5    | 159    | Kansas City Chiefs    | Hunter Nourzad           | C                  | Penn State               | Big Ten            | da Dallas |
|  | 5    | 160    | Buffalo Bills         | Edefuan Ulofoshio        | LB                 | Washington               | Pac-12             | da Green Bay |
|  | 5    | 161    | Washington Commanders | Dominique Hampton        | S                  | Washington               | Pac-12             | da Tampa Bay via Philadelphia                                                                                            |
|  | 5    | 162    | Arizona Cardinals     | Christian Jones          | OT                 | Texas                    | Big 12             | da Houston |
|  | 5    | 163    | Green Bay Packers     | Jacob Monk               | C                  | Duke                     | ACC                | da Buffalo |
|  | 5    | 164    | Indianapolis Colts    | Jaylin Simpson           | S                  | Auburn                   | SEC                | da Detroit |
|  | 5    | 165    | Baltimore Ravens      | Rasheen Ali              | RB                 | Marshall                 | Sun Belt           | |
|  | 5    | 166    | New York Giants       | Tyrone Tracy Jr.         | RB                 | Purdue                   | Big Ten            | da San Francisco via Carolina                                                                                            |
|  | 5    | 167    | Jacksonville Jaguars  | Keilan Robinson          | RB                 | Texas                    | Big 12             | da Kansas City via Minnesota                                                                                             |
|  | 5*   | 168    | Buffalo Bills         | Javon Solomon            | DE                 | Troy                     | Sun Belt           | da New Orleans via Green Bay                                                                                             |
|  | 5*   | 169    | Green Bay Packers     | Kitan Oladapo            | S                  | Oregon State             | Pac-12             | |
|  | 5*   | 170    | New Orleans Saints    | Bub Means                | WR                 | Pittsburgh               | ACC                | |
|  | 5*   | 171    | New York Jets         | Jordan Travis            | QB                 | Florida State            | ACC                | da Philadelphia |
|  | 5*   | 172    | Philadelphia Eagles   | Trevor Keegan            | OG                 | Michigan                 | Big Ten            | |
|  | 5*   | 173    | New York Jets         | Isaiah Davis             | RB                 | South Dakota State       | MVFC               | da Kansas City via San Francisco                                                                                         |
|  | 5*   | 174    | Dallas Cowboys        | Caelen Carson            | CB                 | Wake Forest              | ACC                | |
|  | 5*   | 175    | New Orleans Saints    | Jaylan Ford              | LB                 | Texas                    | Big 12             | |
|  | 5*   | 176    | New York Jets         | Qwan'tez Stiggers        | CB                 |                          |                    | da San Francisco Prelevato dai Toronto Argonauts della CFL                                                               |
|  | 6    | 177    | Minnesota Vikings     | Walter Rouse             | OT                 | Oklahoma                 | Big 12             | da Carolina via Jacksonville                                                                                             |
|  | 6    | 178    | Pittsburgh Steelers   | Logan Lee                | DT                 | Iowa                     | Big Ten            | da Arizona via Carolina                                                                                                  |
|  | 6    | 179    | Seattle Seahawks      | Sataoa Laumea            | OG                 | Utah                     | Pac-12             | da Washington |
|  | 6    | 180    | New England Patriots  | Marcellas Dial           | CB                 | South Carolina           | SEC                | |
|  | 6    | 181    | Los Angeles Chargers  | Kimani Vidal             | RB                 | Troy                     | Sun Belt           | |
|  | 6    | 182    | Tennessee Titans      | Jha'Quan Jackson         | WR                 | Tulane                   | The American       | da Tennessee via Philadelphia                                                                                            |
|  | 6    | 183    | New York Giants       | Darius Muasau            | LB                 | UCLA                     | Pac-12             | |
|  | 6    | 184    | Miami Dolphins        | Malik Washington         | WR                 | Virginia                 | ACC                | da Chicago |
|  | 6    | 185    | Philadelphia Eagles   | Johnny Wilson            | WR                 | Florida State            | ACC                | da N.Y. Jets |
|  | 6    | 186    | Atlanta Falcons       | Jase McClellan           | RB                 | Alabama                  | SEC                | da Minnesota via Arizona                                                                                                 |
|  | 6    | 187    | Atlanta Falcons       | Casey Washington         | WR                 | Illinois                 | Big Ten            | |
|  | 6    | 188    | Houston Texans        | Jamal Hill               | LB                 | Oregon                   | Pac-12             | da Las Vegas via New England e Minnesota                                                                                 |
|  | 6    | 189    | Detroit Lions         | Mekhi Wingo              | DT                 | LSU                      | SEC                | da Denver via L.A. Rams, Buffalo e Houston                                                                               |
|  | 6    | 190    | Philadelphia Eagles   | Dylan McMahon            | C                  | NC State                 | ACC                | da New Orleans via Green Bay e N.Y. Jets                                                                                 |
|  | 6    | 191    | Arizona Cardinals     | Tejhaun Palmer           | WR                 | UAB                      | The American       | da Indianapolis |
|  | 6    | 192    | Seattle Seahawks      | D.J. James               | CB                 | Auburn                   | SEC                | |
|  | 6    | 193    | New England Patriots  | Joe Milton               | QB                 | Tennessee                | SEC                | da Jacksonville |
|  | 6    | 194    | Cincinnati Bengals    | Tanner McLachlan         | TE                 | Arizona                  | Pac-12             | |
|  | 6    | 195    | Pittsburgh Steelers   | Ryan Watts               | CB                 | Texas                    | Big 12             | |
|  | 6    | 196    | Los Angeles Rams      | Tyler Davis              | DT                 | Clemson                  | ACC                | |
|  | 6    | 197    | Atlanta Falcons       | Zion Logue               | DT                 | Georgia                  | SEC                | da Cleveland |
|  | 6    | 198    | Miami Dolphins        | Patrick McMorris         | S                  | California               | Pac-12             | |
|  | 6    | 199    | New Orleans Saints    | Khristian Boyd           | DT                 | Northern Iowa            | MVFC               | da Philadelphia |
|  | 6    | 200    | Carolina Panthers     | Jaden Crumedy            | DT                 | Mississippi State        | SEC                | da Dallas via Houston e Buffalo                                                                                          |
|  | 6    | 201    | Indianapolis Colts    | Micah Abraham            | CB                 | Marshall                 | Sun Belt           | da Tampa Bay |
|  | 6    | 202    | Green Bay Packers     | Travis Glover            | OT                 | Georgia State            | Sun Belt           | |
|  | 6    | 203    | Minnesota Vikings     | Will Reichard            | K                  | Alabama                  | SEC                | da Houston via Cleveland, Denver e N.Y. Jets                                                                             |
|  | 6    | 204    | Buffalo Bills         | Tylan Grable             | OT                 | UCF                      | Big 12             | |
|  | 6    | 205    | Houston Texans        | Jawhar Jordan            | RB                 | Louisville               | ACC                | da Detroit |
|  | 6    | 206    | Cleveland Browns      | Nathaniel Watson         | LB                 | Mississippi State        | SEC                | da Baltimore |
|  | 6    | 207    | Seattle Seahawks      | Michael Jerrell          | OT                 | Findlay                  | G-MAC              | da San Francisco via Denver                                                                                              |
|  | 6    | 208    | Las Vegas Raiders     | Dylan Laube              | RB                 | New Hampshire            | CAA                | da Kansas City |
|  | 6*   | 209    | Los Angeles Rams      | Joshua Karty             | K                  | Stanford                 | Pac-12             | |
|  | 6*   | 210    | Detroit Lions         | Christian Mahogany       | OG                 | Boston College           | ACC                | da Philadelphia |
|  | 6*   | 211    | Kansas City Chiefs    | Kamal Hadden             | CB                 | Tennessee                | SEC                | da San Francisco |
|  | 6*   | 212    | Jacksonville Jaguars  | Cam Little               | K                  | Arkansas                 | SEC                | |
|  | 6*   | 213    | Los Angeles Rams      | Jordan Whittington       | WR                 | Texas                    | Big 12             | |
|  | 6*   | 214    | Cincinnati Bengals    | Cedric Johnson           | DE                 | Ole Miss                 | SEC                | |
|  | 6*   | 215    | San Francisco 49ers   | Jarrett Kingston         | OG                 | USC                      | Pac-12             | |
|  | 6*   | 216    | Dallas Cowboys        | Ryan Flournoy            | WR                 | Southeast Missouri State | BSC–OVC            | |
|  | 6*   | 217    | Los Angeles Rams      | Beaux Limmer             | C                  | Arkansas                 | SEC                | |
|  | 6*   | 218    | Baltimore Ravens      | Devin Leary              | QB                 | Kentucky                 | SEC                | da N.Y. Jets |
|  | 6*   | 219    | Buffalo Bills         | Daequan Hardy            | CB                 | Penn State               | Big Ten            | da Green Bay |
|  | 6*   | 220    | Tampa Bay Buccaneers  | Elijah Klein             | OG                 | UTEP                     | CUSA               | |
|  | 7    | 221    | Buffalo Bills         | Travis Clayton           | OT                 |                          |                    | da Carolina via Tennessee e Kansas City Giocatore inglese di rugby prelevato dalla squadra di Basingstoke dell'Hampshire |
|  | 7    | 222    | Washington Commanders | Javontae Jean-Baptiste   | DE                 | Notre Dame               | Ind. (FBS)         | |
|  | 7    | 223    | Las Vegas Raiders     | Trey Taylor              | S                  | Air Force                | MW                 | da New England |
|  | 7    | 224    | Cincinnati Bengals    | Daijahn Anthony          | S                  | Ole Miss                 | SEC                | da Arizona via Houston                                                                                                   |
|  | 7    | 225    | Los Angeles Chargers  | Brenden Rice             | WR                 | USC                      | Pac-12             | |
|  | 7    | 226    | Arizona Cardinals     | Jaden Davis              | CB                 | Miami                    | ACC                | da N.Y. Giants |
|  | 7    | 227    | Cleveland Browns      | Myles Harden             | CB                 | South Dakota             | MVFC               | da Tennessee |
|  | 7    | 228    | Baltimore Ravens      | Nick Samac               | C                  | Michigan State           | Big Ten            | da N.Y. Jets |
|  | 7    | 229    | Las Vegas Raiders     | M.J. Devonshire          | CB                 | Pittsburgh               | ACC                | da Minnesota |
|  | 7    | 230    | Minnesota Vikings     | Michael Jurgens          | C                  | Wake Forest              | ACC                | da Atlanta via Cleveland e Arizona                                                                                       |
|  | 7    | 231    | New England Patriots  | Jaheim Bell              | TE                 | Florida State            | ACC                | da Chicago |
|  | 7    | 232    | Minnesota Vikings     | Levi Drake Rodriguez     | DT                 | Texas A&M–Commerce       | Southland          | da Denver via San Francisco e Houston                                                                                    |
|  | 7    | 233    | Dallas Cowboys        | Nathan Thomas            | OT                 | Louisiana                | Sun Belt           | da Las Vegas |
|  | 7    | 234    | Indianapolis Colts    | Jonah Laulu              | DT                 | Oklahoma                 | Big 12             | |
|  | 7    | 235    | Denver Broncos        | Devaughn Vele            | WR                 | Utah                     | Pac-12             | da Seattle |
|  | 7    | 236    | Jacksonville Jaguars  | Myles Cole               | DE                 | Texas Tech               | Big 12             | |
|  | 7    | 237    | Cincinnati Bengals    | Matt Lee                 | C                  | Miami                    | ACC                | |
|  | 7    | 238    | Houston Texans        | Solomon Byrd             | DE                 | USC                      | Pac-12             | da New Orleans |
|  | 7    | 239    | New Orleans Saints    | Josiah Ezirim            | OT                 | Eastern Kentucky         | UAC                | da Denver via L.A. Rams                                                                                                  |
|  | 7    | 240    | Carolina Panthers     | Michael Barrett          | LB                 | Michigan                 | Big Ten            | da Pittsburgh |
|  | 7    | 241    | Miami Dolphins        | Tahj Washington          | WR                 | USC                      | Pac-12             | |
|  | 7    | 242    | Tennessee Titans      | James Williams           | S                  | Miami                    | ACC                | da Philadelphia |
|  | 7    | 243    | Cleveland Browns      | Jowon Briggs             | DT                 | Cincinnati               | Big 12             | |
|  | 7    | 244    | Dallas Cowboys        | Justin Rogers            | DT                 | Auburn                   | SEC                | |
|  | 7    | 245    | Green Bay Packers     | Michael Pratt            | QB                 | Tulane                   | The American       | |
|  | 7    | 246    | Tampa Bay Buccaneers  | Devin Culp               | TE                 | Washington               | Pac-12             | |
|  | 7    | 247    | Houston Texans        | Marcus Harris            | DT                 | Auburn                   | SEC                | |
|  | 7    | 248    | Kansas City Chiefs    | C.J. Hanson              | OG                 | Holy Cross               | Patriot            | da Buffalo |
|  | 7    | 249    | Houston Texans        | LaDarius Henderson       | OG                 | Michigan                 | Big Ten            | da Detroit |
|  | 7    | 250    | Baltimore Ravens      | Sanoussi Kane            | S                  | Purdue                   | Big Ten            | |
|  | 7    | 251    | San Francisco 49ers   | Tatum Bethune            | LB                 | Florida State            | ACC                | |
|  | 7    | 252    | Tennessee Titans      | Jaylen Harrell           | DE                 | Michigan                 | Big Ten            | da Kansas City |
|  | 7*   | 253    | Los Angeles Chargers  | Cornelius Johnson        | WR                 | Michigan                 | Big Ten            | |
|  | 7*   | 254    | Los Angeles Rams      | KT Leveston              | OG                 | Kansas State             | Big 12             | |
|  | 7*   | 255    | Green Bay Packers     | Kalen King               | CB                 | Penn State               | Big Ten            | |
|  | 7*   | 256    | Denver Broncos        | Nick Gargiulo            | C                  | South Carolina           | SEC                | da N.Y. Jets |
|  | 7*   | 257    | New York Jets         | Jaylen Key               | S                  | Alabama                  | SEC                | |